# 뽀로로 극장판 눈요정 마을 대모험
《뽀로로 극장판 눈요정 마을 대모험》은 2014년 공개된 대한민국의 애니메이션 영화로, 《뽀로로》 극장판의 두 번째 극장판이며 단편 애니메이션 영화이다

## 출연진
- 이선 - 뽀로로 역
- 이미자 - 크롱 역
- 함수정 - 에디 역
- 홍소영 - 루피 역
- 정미숙 - 패티 역
- 김환진 - 포비 역
- 김서영 - 해리 역
- 문남숙 - 아티 역
- 손종환 - 용암 괴물 역
- 온영삼 - 마스터 요정 역